# 圣彼得堡国际商品原料交易所
圣彼得堡国际商品原料交易所（俄语：Санкт-Петербургская международная товарно-сырьевая биржа，简称СПбМТСБ），是俄罗斯联邦最大的商品交易所, 它承担国内99%的原油、石油产品、天然气、木材和无机肥料的有组织交易。主要涉及石油、天然气、木材的成批交易。

## 概况
圣彼得堡国际商品原料交易所成立于2008年6月。9月23日开始进行第一次交易。成品油系列交易总量为1500吨，价值3556亿卢布。当日共进行7笔交易。交易所开始运营后，原在圣彼得堡交易所进行的油品交易转移至该交易所。 
交易所的木材交易始于2014年7月，截至2014年底，圆木及加工木材交易量4万立方米。